# إيفانز نياركو
إيفانز نياركو (بالألمانية: Evans Nyarko؛ بالإنجليزية: Evans Nyarko) هو لاعب كرة قدم غاني وألماني في مركز قلب الدفاع، ولد في 6 يوليو 1992 في غانا. لعب مع بوروسيا دورتموند ب وفورتونا دوسلدورف وهولشتاين كيل.

## وصلات خارجية
- إيفانز نياركو على موقع قاعدة بيانات كرة القدم.إي يو (الإنجليزية)
- إيفانز نياركو على موقع بيانات كرة القدم. دي إي (الألمانية)
- إيفانز نياركو على موقع Soccerway.com (الإنجليزية)
- إيفانز نياركو على موقع عالم كرة القدم.نت (الإنجليزية)